# Пятигорск
Пятиго̀рск (на руски: Пятиго̀рск) е град в Югозападна Русия, Ставрополски край, Севернокавказки федерален окръг.
От 19 януари 2010 г. е административен център на Севернокавказки федерален окръг, явявайки се единственият център на федерален окръг, който не е административен център на субект на федерацията.
Разположен е на река Подкумок, в подножието на Кавказ и е известен със своите минерални извори. Населението на града е около 140 000 души (2005).
Първото руско селище в близост до Пятигорск възниква през 1780. Днешният град е основан през 1803 под името Горячеводск. Той става първият (балнеологичен) курорт в района, последван от Кисловодск, Есентуки и Железноводск. Побратимен с град Панагюрище (България) по време на социализма.

## Личности
Родени в Пятигорск
- Никола Незлоблински (1885 – 1942), руски и югославски лекар

Починали в Пятигорск
- Радко Димитриев (1859 – 1918), български офицер
- Михаил Лермонтов (1814 – 1841), поет

## Топографски карти
- Лист от карта L-38-134 Ессентуки. Мащаб: 1 : 100 000. Укажете датата на издаване/състоянието на местността.
- Лист от карта L-38-135 Минеральные Воды. Мащаб: 1 : 100 000. Укажете датата на издаване/състоянието на местността.